# Чжоу Дуньи

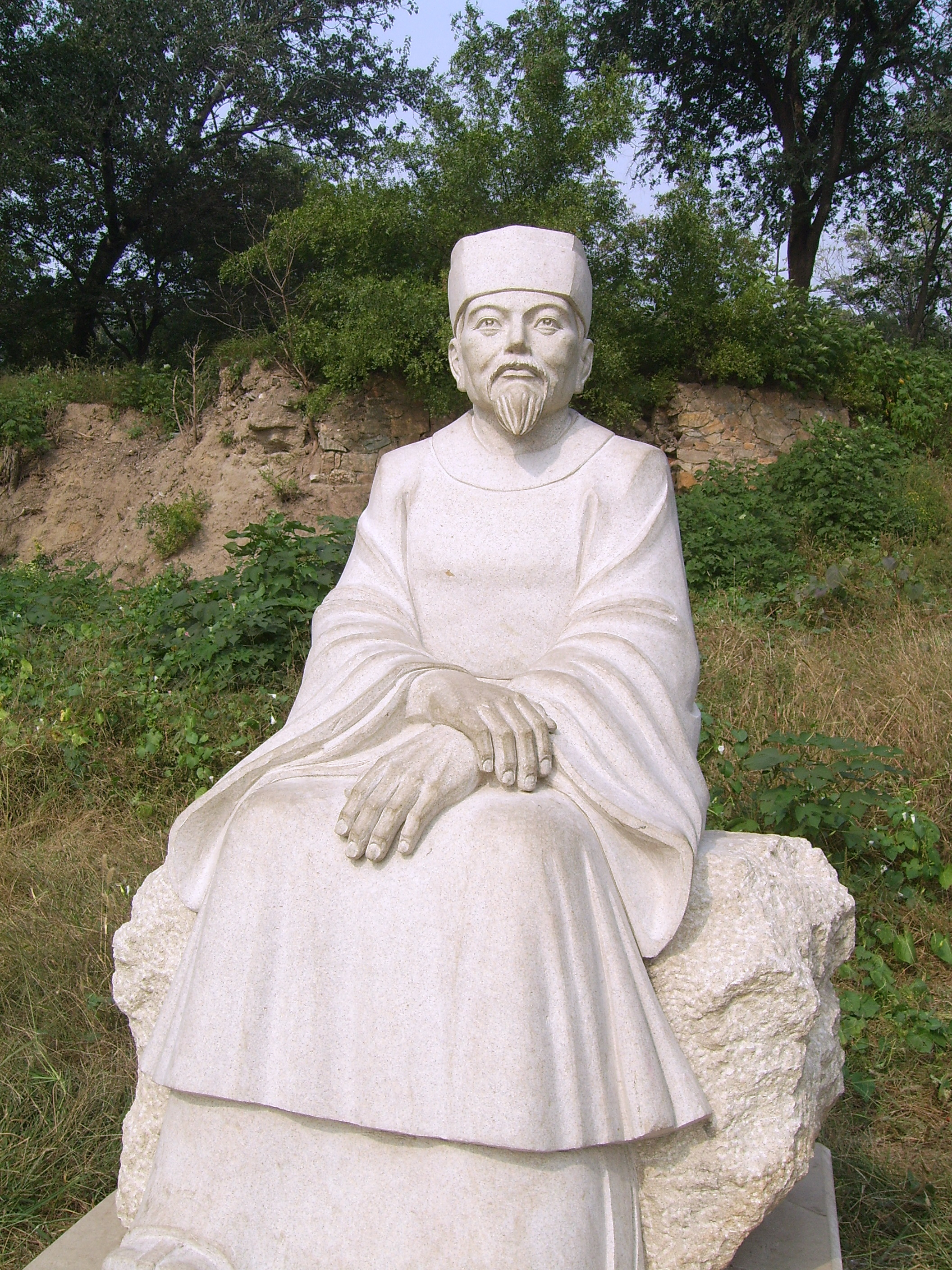

Чжоу Дуньи (кит. упр. 周敦颐, пиньинь Zhōu Dūnyí) родился в уезде Индао области Даочжоу (ныне — уезд Даосянь городского округа Юнчжоу провинции Хунань) в 1017 году — умер в Лушани (современная провинция Цзянси) 14 июля (по другим данным — 7 июня) 1073 года. Китайский философ и литератор времён империи Сун, основоположник неоконфуцианства.
При рождении он был назван Чжоу Дуньши (кит. упр. 周敦实, пиньинь Zhōu Dūnshí), прозвище имел Маошу (кит. упр. 茂叔, пиньинь Màoshū), люди называли его Ляньси. Когда в 1063 году на трон взошёл император Ин-цзун (девиз правления «Чжипин»), то иероглиф «Ши», входивший в личное имя императора, стал запретным, и потому Чжоу сменил имя на «Дуньи».
Чжоу Дуньи происходил из семьи чиновника, в 1036—1071 годах находился на государственной службе, занимая административные посты среднего уровня. Через своего дядю по матери, ставшего ему приёмным отцом, крупного чиновника Чжэн Сяна он был связан с консервативной группировкой при дворе, которая противодействовала реформам Ван Аньши. Однако с последним, по некоторым свидетельствам, Чжоу Дуньи имел личную встречу в 1060 году и произвел на него сильное впечатление.
Прямыми учениками Чжоу Дуньи были основоположники неоконфуцианства братья Чэн (Чэн Хао и Чэн И). Посмертно в 1120 году он получил почётное имя «Юань-гун», в 1241 году удостоился титула «Жунаньского бо» и установления таблички с его именем в храме Конфуция. При последующих империях ему присваивались ещё более высокие титулы и звания: в 1319 году — «князь Даого», в 1714 — «древний мудрец».
Главными философскими сочинениями Чжоу Дуньи является «Тайцзи тушо» («Изъяснение Плана Великого предела») и «Тун Шу» («Книга проникновения»), также известная как «И тун» («Проникновение в Книгу перемен»). Ортодоксальной считается их текстологическая и идейная трактовка в комментариях Чжу Си. Во время правления династии Мин творческое наследие Чжоу Дуньи было сведено воедино и сопровождено пояснительными текстами в собрании сочинений, которое в дальнейшем фигурировало под тремя синонимичными названиями: «Чжоу-цзы цюань шу» («Полное собрание письмён философа Чжоу»), «Чжоу Ляньси цзи» («Собрание сочинений Чжоу Ляньси») и «Чжоу Юань-гун цзи» («Собрание сочинений князя Чжоу»).

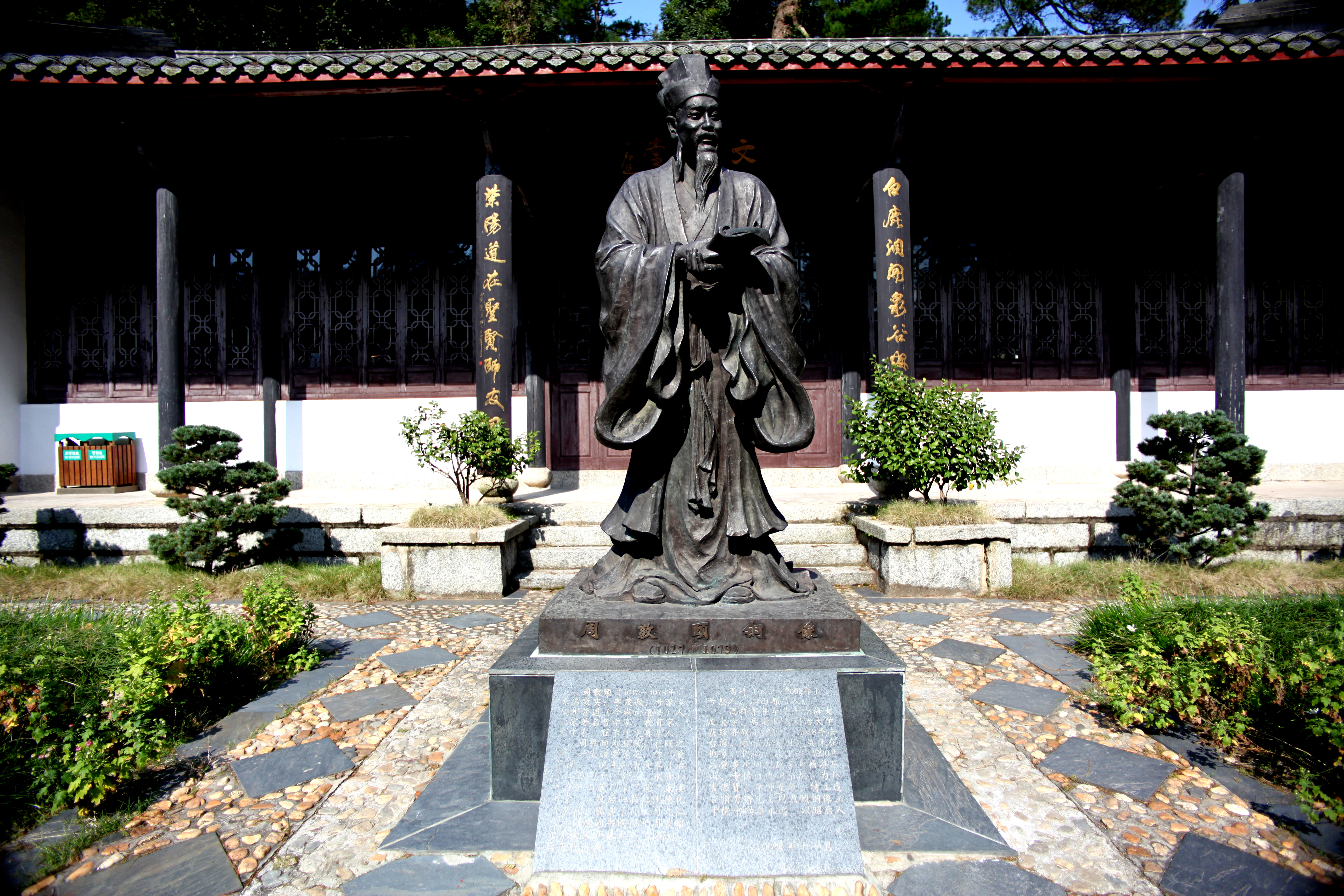
Бронзовая статуя Чжоу Дуньи в «Пещере белого оленя» в Лушани

## Интересные факты
Знаменитый деятель Коммунистической партии Китая Чжоу Эньлай являлся потомком Чжоу Дуньи в 33-м поколении, а знаменитый писатель Чжоу Шужэнь, писавший под псевдонимом «Лу Синь» — в 32-м.